# Tadian
Tadian là một đô thị hạng 4 ở tỉnh Mountain, Philippines. Theo điều tra dân số năm 2000, đô thị này có dân số 18.227 người trong 3.567 hộ.

## Barangay
Tadian được chia thành 19 barangay.
| - Balaoa - Banaao - Bantey - Batayan - Bunga - Cadad-anan - Cagubatan - Duagan - Dacudac - Kayan East | - Lenga - Lubon (Lub-ong) - Mabalite - Masla - Pandayan - Poblacion - Sumadel - Tue - Kayan West |